# رفلکس چرچیل–کپ
رفلکس چرچیل–کُپ (انگلیسی: Churchill–Cope reflex) یک واکنش غیرارادی است که طی آن انبساط بستر عروق ریوی، آنگونه که در ادم ریه روی می‌دهد، موجب افزایش سرعت تنفس (تندنفسی) از طریق تحریک گیرنده‌های جنب‌مویرگی می‌گردد.
این رفلکس را نخستین بار ادوارد دیلوس چرچیل و الیور کُپ در سال ۱۹۲۹ تشریح نمودند.